# Microplitis taptor
Microplitis taptor är en stekelart som först beskrevs av Papp 1987.  Microplitis taptor ingår i släktet Microplitis och familjen bracksteklar. Inga underarter finns listade i Catalogue of Life.